# 1739 w polityce

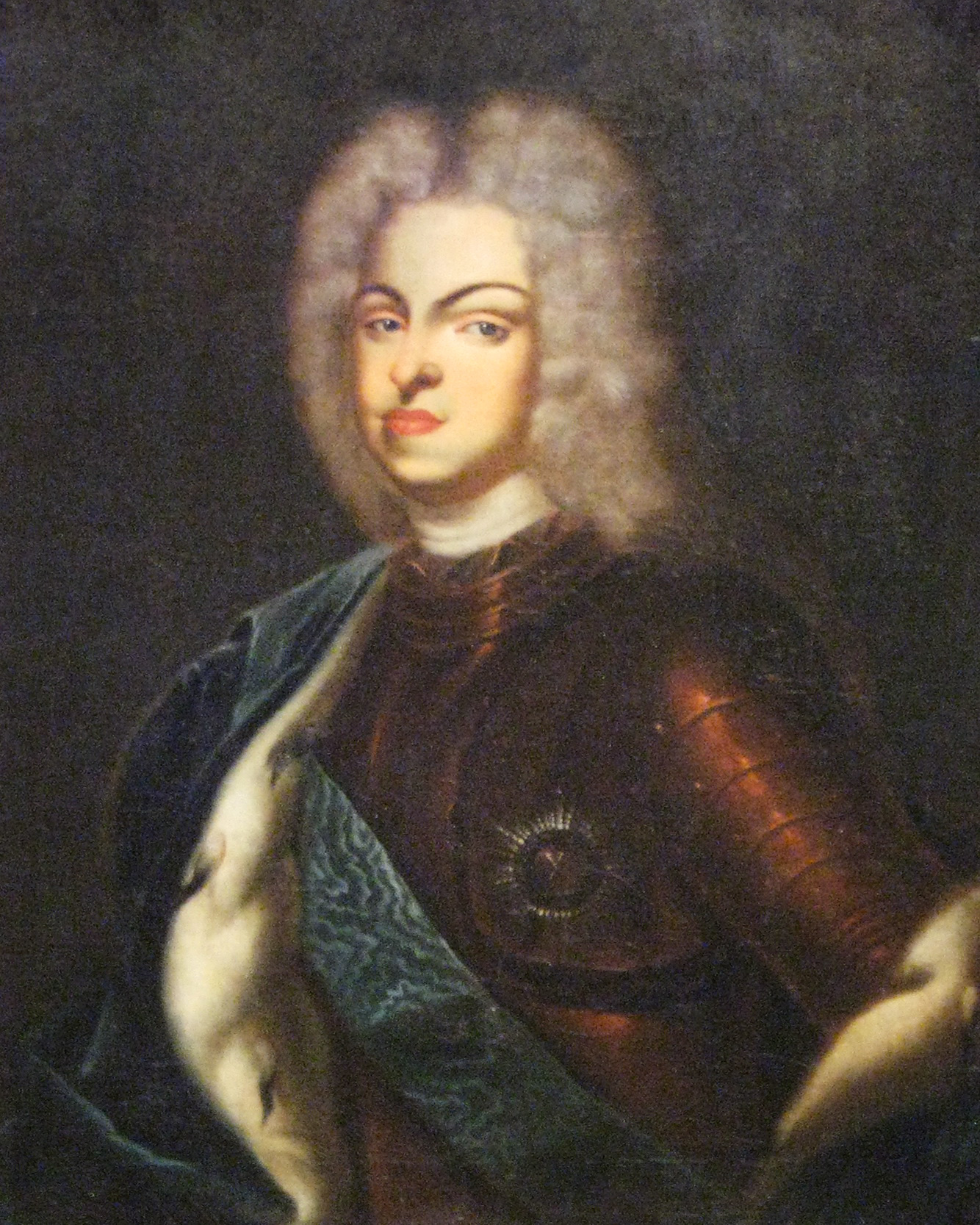
Karol Fryderyk Holsztyński

Wydarzenia polityczne w 1739 roku.

## Zmarli
- 18 czerwca Karol Fryderyk, książę holsztyński[1].